# چوی اون-کیونگ (بازیکن هاکی روی چمن)
چوی اون-کیونگ (انگلیسی: Choi Eun-kyung؛ زادهٔ ۲۳ سپتامبر ۱۹۷۱) بازیکن هاکی روی چمن اهل کره جنوبی است.
از افتخارات وی میتوان به کسب مدال نقره در بازی‌های المپیک تابستانی ۱۹۹۶ اشاره کرد.